# 生葉たばこ病

ニコチンは単純な化学構造であり、禁煙のためのニコチンパッチのような製品があるように経皮からも吸収される。

生葉たばこ病（いくはたばこびょう、英語: Green Tobacco Sickness, GTS）とは、湿ったタバコ葉の表面から経皮吸収されて起こる急性ニコチン中毒症状。作物としてのタバコ収穫従事者が発症するため、収穫作業に際し防水用具の着用を指導し、露に対する曝露を最小限にするための配慮が必要と指摘されている。

## 解説
世界で推定3,300万人のタバコ農場の労働者がおり、多くは開発途上国にて生活している。国際調査は、収穫期ごとにタバコ収穫者の8-89%が影響を受けている可能性があると報告された（割合の広さの原因は、研究方法や作業条件によるであろう）。長期的にニコチンに晒された際の健康に関する予後は、よく知られていない。

## 歴史
1970年に、アメリカ合衆国の Weizenecker らにより収穫作業者の脱力・めまい・吐き気などの症状が報告され、1974年にニコチンの経皮吸収が原因であることが明らかになった。
日本では、1983年に熊本大学の研究者らにより初めて報告された。収穫作業の従事者の間では「タバコ酔い」「ニコチン酔い」として知られていた。

## 症状
吐き気、嘔吐、頭痛、目まい、著しい衰弱などがある。これらは血圧や心拍数の変動を伴う。腹部の痙攣、悪寒、発汗、唾液分泌、呼吸困難、下痢も一般的で、皮膚かぶれ、掻痒感などの皮膚症状も現れる。非喫煙者は発症しやすい。1-2日で軽快するが、重度の症状であり、救急医療が必要になる場合もある。